# Alois Sassmann
Alois Sassmann (* 10. července 1961 Čtyři Dvory) je český publicista (práce z genealogie, historie a vlastivědy, především jižních Čech a utrakvismu), bývalý římskokatolický duchovní na Strakonicku a Pelhřimovsku a současný starokatolický farář v Táboře. Žije v Malšicích.
Od roku 2017[zdroj?] je členem výboru Spolku sběratelů a přátel exlibris.

## Život
Narodil se v domě svých rodičů ve Čtyřech Dvorech otci Františkovi a matce Martě jako čtvrté dítě. Po studiích se stal římskokatolickým knězem, později přešel ke starokatolické církvi.
Od října 2005 do konce roku 2011 připravoval v Českém rozhlase České Budějovice cyklus pořadů Kořeny (celkem 275 pokračování), podle kterého připravil prozatím čtyři knihy. Je autorem místopisných publikací o obcích: Malšice, Mydlovary, Hrdějovice a Opatovice, Hlasivo, Radětice u Bechyně, Slabčice a osady, Byňov, Štiptoň, Pištín a Pašice, Zliv (kolektiv).
Spolupodílel se na scénáři TV cyklu Hledáme své předky (premiéra ČT 2010), v němž vystupoval s hercem Vladimírem Čechem jako spoluprůvodce pořadu. V roce 2013 odvysílal ČRo Č. Budějovice jeho cyklus přednášek o utrakvismu a v letech 2016-2017 vysílal jeho ranní sloupky. Od března 2014 do února 2023 mu vycházely pravidelné novinové sloupky v Deníku Bohemia - Jižní Čechy - s názvem Jihočeské Koření. V létě 2018 odvysílal Český rozhlas jeho třídílný cyklus O historii a přítomnosti exlibris v Českých zemích.
Pravidelně přispíval do časopisu Mana pro tento den a v současné době přispívá každoročně do sborníku úvah a zamyšlení Denní čtení – úvahy nad Hesly Jednoty bratrské.
Od podzimních voleb v roce 2022 je členem zastupitelstva městyse Malšice.